# Juramento de posse do presidente dos Estados Unidos
O juramento de posse do presidente dos Estados Unidos é o juramento ou afirmação que o presidente dos Estados Unidos faz ao assumir o cargo. A redação do juramento é especificada no Artigo II, Seção Um, Cláusula 8, da Constituição dos Estados Unidos, e um novo presidente deve tomá-lo antes de exercer ou cumprir quaisquer poderes ou deveres oficiais.
Esta cláusula é uma das três cláusulas de juramento ou afirmação na Constituição, mas é a única que realmente especifica as palavras que devem ser ditas. O Artigo I, Seção 3, exige que os senadores, quando se sentam para tentar impeachments, estejam "em juramento ou afirmação". O Artigo VI, Cláusula 3, também exige que as pessoas nele especificadas "sejam obrigadas por juramento ou afirmação, a apoiar esta Constituição". O juramento presidencial exige muito mais do que aquele juramento geral de lealdade e fidelidade. Esta cláusula ordena que o novo presidente jure ou afirme que "vai fazer o melhor de minha capacidade, preservar, proteger e defender a Constituição dos Estados Unidos".

## Texto do juramento presidencial
Before he enter on the Execution of his Office, he shall take the following Oath or Affirmation:—
"I do solemnly swear (or affirm) that I will faithfully execute the Office of President of the United States, and will to the best of my Ability, preserve, protect and defend the Constitution of the United States."
Antes de iniciar a execução de seu cargo, ele deverá prestar o seguinte juramento ou afirmação:—
"Eu juro solenemente (ou afirmo) que executarei fielmente o cargo de Presidente dos Estados Unidos e, ao máximo de minhas capacidades, preservarei, protegerei e defenderei a Constituição dos Estados Unidos."

## Cerimônia de juramento
Um presidente recém-eleito ou reeleito dos Estados Unidos inicia seu mandato de quatro anos ao meio-dia do dia vinte de janeiro seguinte à eleição e, por tradição, presta juramento durante uma posse nessa data; antes de 1937 o mandato do presidente começou em 4 de março. Se 20 de janeiro cair em um domingo, o presidente será empossado nesse dia fazendo o juramento em particular, mas depois fará o juramento novamente em uma cerimônia pública no dia seguinte, em 21 de janeiro.
Nove vice-presidentes sucederam à presidência após a morte ou renúncia do presidente. Nessas situações, o juramento de posse era administrado ao novo presidente o mais rápido possível, pois isso permitia que a presidência continuasse ininterrupta.

## Administração do juramento

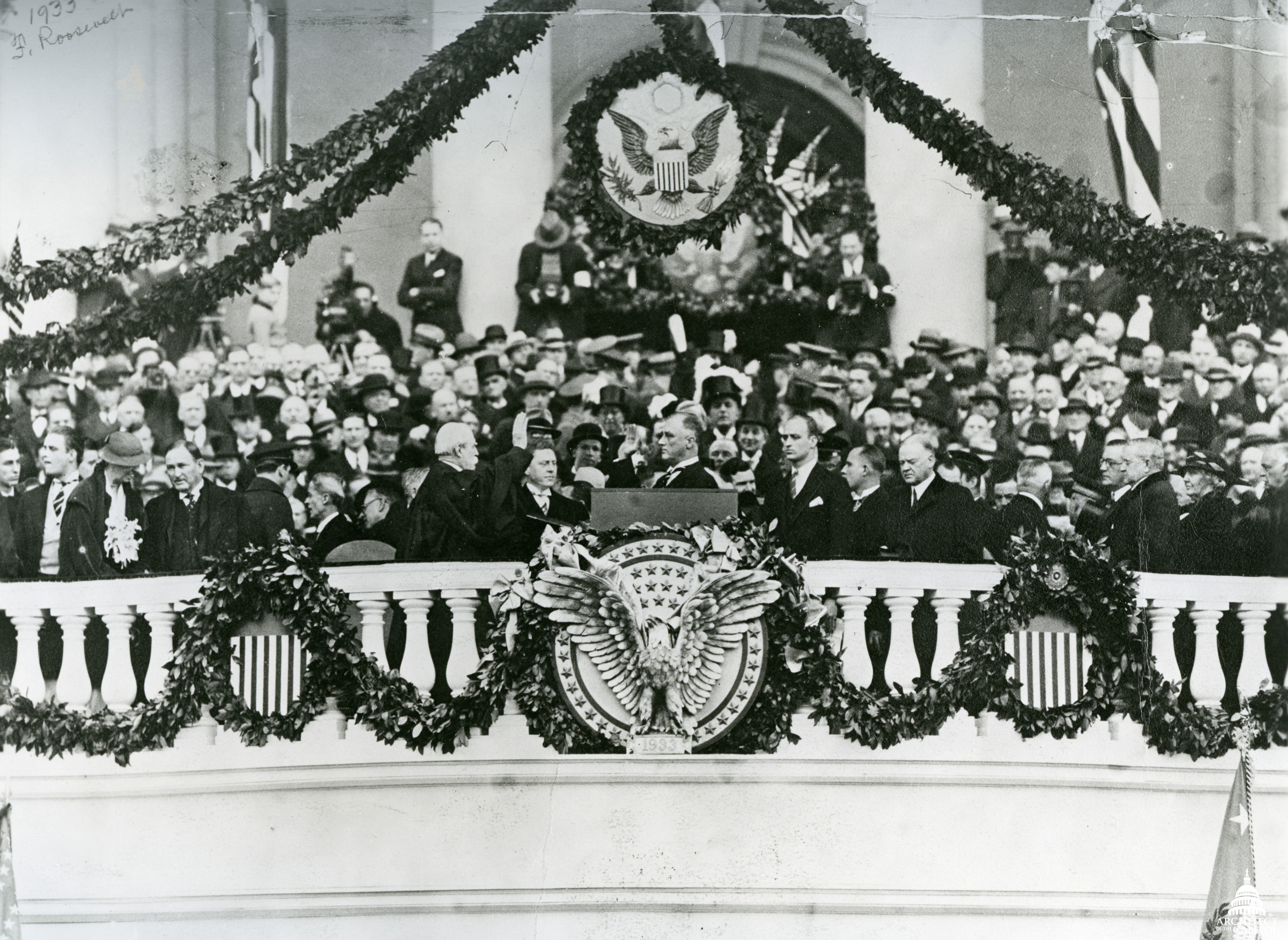
Franklin D. Roosevelt sendo administrado o juramento de posse pelo Chefe de Justiça Charles Evans Hughes em 4 de março de 1933, a primeira das quatro posses presidenciais de Roosevelt.

Embora a Constituição não exija que alguém em particular administre o juramento presidencial, ele foi administrado pelo chefe de justiça começando com John Adams, exceto após a morte de um presidente em exercício. George Washington tomou posse durante sua primeira posse, em 30 de abril de 1789, pelo chanceler de Nova York Robert Livingston. William Cranch, juiz-chefe do Tribunal do Circuito dos EUA, administrou o juramento a Millard Fillmore em 10 de julho de 1850, quando se tornou presidente após a morte de Zachary Taylor. Ao ser informado da morte de Warren Harding, enquanto visitava a casa de sua família em Plymouth Notch, Vermont, Calvin Coolidge foi empossado como presidente por seu pai, John Calvin Coolidge Sr., um notário público. A juíza federal Sarah T. Hughes administrou o juramento de posse a Lyndon B. Johnson a bordo do Air Force One após o assassinato de John F. Kennedy em 22 de novembro de 1963; a única vez que uma mulher administrou o juramento do cargo. No geral, o juramento presidencial foi administrado por 15 juízes-chefes (um dos quais - William Howard Taft - também foi ex-presidente), um juiz associado, quatro juízes federais, dois juízes estaduais de Nova York e um tabelião.